# Comitatul Price, Wisconsin
Comitatul Price este unul din cel 72 de comitate din statul Wisconsin din Statele Unite ale Americii. Sediul acestuia este Phillips. Conform recensământului din anul Census 2000, populația sa a fost 15.822 de locuitori.

## Geografie

### Drumuri importante
| - U.S. Highway 8 - Highway 13 (Wisconsin) - Highway 70 (Wisconsin) - Highway 86 (Wisconsin) - Highway 102 (Wisconsin) - Highway 111 (Wisconsin) - Highway 182 (Wisconsin) |

### Comitate adiacente
- Comitatul Ashland - nord-vest
- Comitatul Iron - nord-est
- Comitatul Vilas - nord-est
- Comitatul Oneida - est
- Comitatul Lincoln - sud-vest
- Comitatul Taylor - sud
- Comitatul Rusk - vest
- Comitatul Sawyer - vest

## Demografie
|  | Graficele sunt indisponibile din cauza unor probleme tehnice. Mai multe informații se găsesc la Phabricator și la wiki-ul MediaWiki. |

Date: Wikidata - grafică realizată de Wikipedia